# 克萊格·惠特克

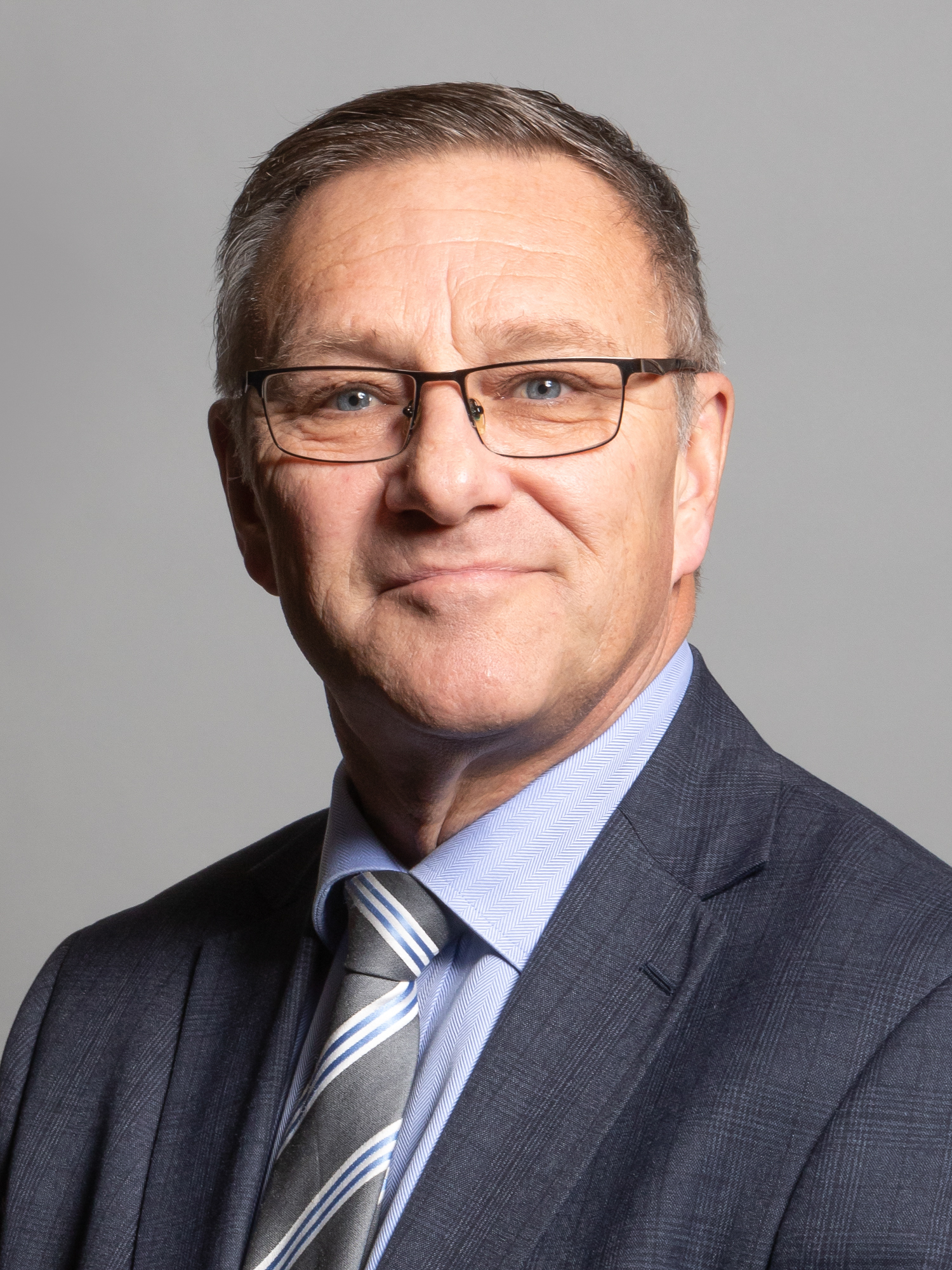

克萊格·惠特克（英語：Craig Whittaker，1962年8月30日—）是一位英格蘭政治人物，他的黨籍是保守黨。自2010年開始，他擔任科爾德河谷選區選出的英國下議院議員。他最早的工作是在澳洲的必勝客。